# Hortezuelos
Hortezuelos es una localidad del municipio de Santo Domingo de Silos, en la provincia de Burgos.

## Geografía

### Localización
| Noroeste: Barriosuso (3,9 km) Santibáñez del Val (5,1 km) Tejada (7,2 km) Quintanilla del Coco (7,3 km) Castroceniza (10 km) | Norte: Hinojar de Cervera (1,5 km) | Nordeste: Santo Domingo de Silos (4,3 km) Carazo (9,1 km) Contreras (10 km) |
| |                                    | Este: Peñacoba (4 km) Mamolar (7,5 km)                                      |
| Suroeste: Briongos de Cervera (4,5 km) Ciruelos de Cervera (7,1 km)                                                          | Sur: Espinosa de Cervera (4,3 km)  | Sureste: Doña Santos (6,4 km) Arauzo de Miel (9,8 km)                       |

## Historia
La localidad aparece descrita en el tomo ix del Diccionario geográfico-estadístico-histórico de España y sus posesiones de Ultramar de Pascual Madoz de la siguiente manera:

HORTIZUELOS ú HORTEZUELOS: ald. en la prov., aud. terr. y c. g. de Búrgos (9 leg.), dióc. de Osma (9), part. jud. de Salas de los Infantes (4), y ayunt. de Santo Domingo de Silos. sit. á la parte E. de una cuesta llamada de Cervera, rodeado de montañas; su clima es húmedo y frio; reina el viento N., y las enfermedades mas frecuentes son pulmonias y dolores de costado. Tiene 36 casas: una escuela de primeras letras frecuentada por 11 alumnos, y dotada con 14 fan. de trigo comuña; muchas fuentes en el térm., cuyas aguas son buenas y saludables; y últimamente una igl. parr. (Santa María), aneja de la de Sto. Domingo de Silos, servida por un cura párroco y un sacristan. Confina el term. N. Hinojar de Cervera; E. Peñacoba; S. Espinosa, y O. Briongos. El terreno es quebrado, áspero y poco productivo, cruzando por él el r. Esgueva que nace al pie y lado oriental de la referida cuesta, de 4 copiosas fuentes, siguiendo su curso sin variar de nombre hasta Valladolid, distante 15 leg., en cuyo punto se confunde con el r. Pisuerga, despues de haber bañado los pueblos del Valle de Esgueva; hay tambien al E. un pequeño monte poblado de pinos y robles, el cual disfrutan en comun la ald. de Mondujar y el l. que describimos. caminos: los vecinales. correos: la correspondencia se recibe de Aranda de Duero por balijero los miércoles, y sale los martes. prod.: trigo aunque poco, comuña, cebada, avena, yeros, garbanzos, lentejas y patatas; cria ganado lanar y vacuno; y caza de perdices, liebres y palomas torcaces. pobl.: 32 vec., 125 alm. El presupuesto municipal asciende á 1,200 rs., y se cubre por reparto vecinal.
(Madoz, 1847, p. 239)

## Demografía
| Gráfica de evolución de Hortezuelos entre 1858 y 2023 |
| |
| Población según el Nomenclátor de los pueblos de España. Población según la Estadística escolar de España. Población de derecho según los censos de población del INE. Población según el padrón municipal de 2023 del INE. |

## Administración y política

### Administración local
Junto a Hinojar de Cervera y Peñacoba, depende del ayuntamiento de Santo Domingo de Silos. Este municipio está integrado en la mancomunidad de La Yecla.
El alcalde del municipio es desde 2007 Emeterio Martín Brogeras, del PP, quien en 2011, 2015, 2019 y 2023 revalidó el cargo.

### Justicia
Hortezuelos pertenece al partido judicial número 7 de la provincia de Burgos: el de Salas de los Infantes, que engloba a otros 47 municipios de los alrededores.

## Fiestas
- Natividad de Nuestra Señora (8 de septiembre)
- Las marzas
- El mayo (último fin de semana de abril)

## Turismo
Localidad muy pintoresca en el Camino del Cid.